# Viktoria Daineko
Viktoria Petrovna Daineko (în rusă Викто́рия Петро́вна Дайне́ко; n. 12 mai 1987, Kirovski, RSS Kazahă, URSS) este o cântăreață rusă.